# Jordi Palau Ballester
Jordi Palau Ballester   (Meliana, febrer 1983), també conegut com a Pa Lao, és un cantant i músic valencià. Va ser un dels fundadors i vocalista del grup Orxata Sound System. Des de 2021 forma part, junt a Aina Monferrer, del grup Palmer. Va participar en el col·lectiu de rap Ràdio Macramé i ha col·laborat amb altres artistes del panorama musical valencià.

## Discografia

### Amb Orxata Sound System
- 1.0 (2007)
- 2.0 (2011)
- 3.0 (2012)

### Amb Palmer
- Fallanca (2021[2]
- Solatge (2022)[5]
- Derelicte (2023)
- Conxorxa (2024)